# Молнар Роберт Андрійович
Роберт Андрійович Молнар (нар. 24 червня 1991, Велика Добронь, Ужгородський район, Закарпатська область, УРСР) — український футболіст, півзахисник угорського клубу «Шорокшар».

## Життєпис
Вихованець ужгородського футболу. Після завершення навчання проходив стажування в молодіжному складі ужгородського «Закарпаття». З 2010 по 2012 рік виступав в аматорських командах Середнього й Ужгорода.
У 2012 році Молнар знову був запрошений до головної команди області, але як і раніше весь сезон відіграв у молодіжній команді. У Прем'єр-лізі дебютував 26 травня 2013 року в останньому матчі чемпіонату проти «Ворскли». Матч останнього туру для обох команд нічого не вирішував, і представники «Говерли» ще до нього заявили, що в Полтаву не поїде ряд гравців. В результаті ужгородці навіть не змогли заповнити заявку, а на поле Роберт Молнар вийшов в стартовому складі. У цьому матчі крім Молнара в футболці «Говерли» дебютували також Сергій Курта й Віктор Ряшко. Ця гра стала єдиною для Роберта в складі першої команди.
У 2013 році Молнар перейшов в угорський клуб другого дивізіону «Варда». Разом з Робертом в Угорщині грали його співвітчизники Володимир Корнутяк і Владислав Микуляк.

## Пожиттєва дискваліфікація
У жовтні 2018 року контрольно-дисциплінарний комітет ФФУ довічно дискваліфікував футболіста через виступи за по факту сепаратистську команду українських угорців «Kárpátalja» та участь з командою у чемпіонаті світу з футболу серед невизнаних країн і територій.